# سحابی گسیلشی

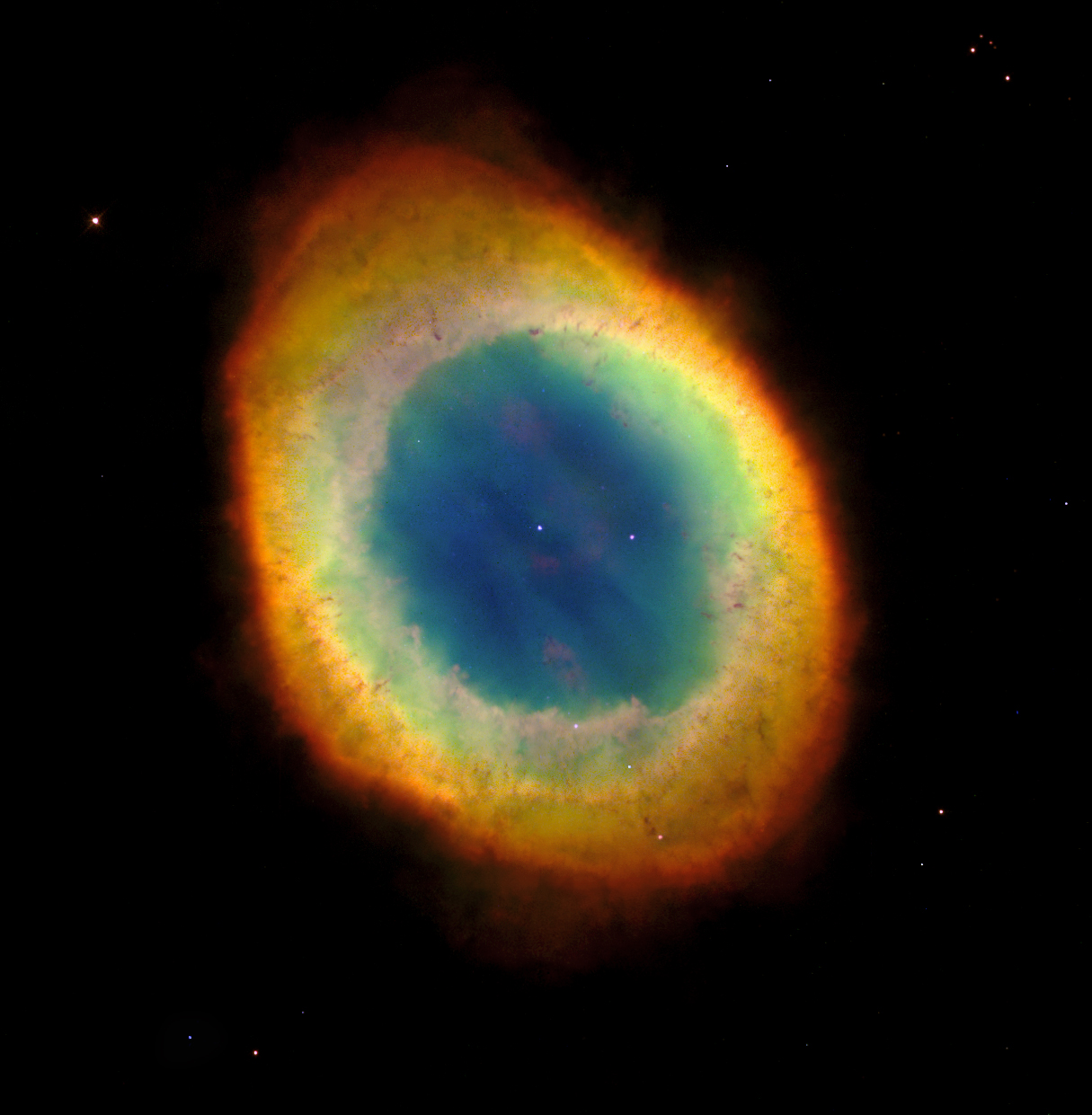
سحابی حلقه مانند دیگر سحابی‌های سیاره‌نما از سحابی‌های گسیلشی است.

سَحابی‌های گُسیلِشی یا سحابی‌های نَشری گونه‌ای از سحابی‌ها در کیهان هستند.
سحابی‌های گازی به صورت کلی در دو دسته طبقه بندی می‌شوند:
- ۱. سحابی پخشنده
- ۲. سحابی سیاره‌نما

سحابی پخشنده نیز به سه دسته گسیلشی، بازتابی و تاریک تقسیم می‌شود
سحابی گسیلشی، ابری است از ماده که در آن ستارگانی بسیار درخشان و سوزان جای دارند، نور این ستارگان در طیف فرابنفش باعث برانگیختگی اتم‌های گاز شده و در نتیجه نور نسبتاً فراوانی از سحابی گسیل می‌شود.
در سحابی‌های گسیلشی اتم‌ها توسط تابش فرابنفش ناشی از ستاره یا ستارگان داغ یونیده شده و به‌دنبال این در نور مرئی تابش دوباره داشته ودیده می‌شوند.
سحابی جبار در کمربند صورت فلکی شکارچی نمونه‌ای از سحابی گسیلشی است. به عقیده دانشمندان سحابی‌های گسیلشی در واقع زایشگاه ستاره‌ای هستند.